# محافظة لين شي
محافظة لين شي  (بالصينية: 灵石县) تقع في مقاطعة شانشي في الوسط من جمهورية الصين الشعبية، وتعتبر من أصغر محافظات المقاطعة من حيث المساحة، حيث يبلغ مساحة المحافظة الإجمالية 1206 كيلومتر مربع فقط، وعرضها 53.5كم من الشرق إلى الغرب، وبطول 39كم من الشمال إلى الجنوب، وبلغ إجمالي عدد سكانها في عام 2013م حوالي 267000 نسمة، تتولى المحافظة 6 مدن و 6 بلدات و 3 مجتمعات و 291 قرية إدارية و 13 لجنة أحياء، في مارس عام 2019 ، تم إدراجها كمحافظة بمرتبة أولى لحماية الآثار الثقافية الثورية واستخدامها بالطريقة المثلى.

## الجغرافيا
تتميز محافظة لين شي بتنوع جغرافي وتضاريسي فريد فهي محاطة بالجبال المرتفعة والمتداخلة وبالكثير من التلال التي تمثل أكثر من 90٪ منها، ويمثّل «وادي نهر فين» الجزء المركزي من المحافظة فيقطعها من الوسط ويتمركز مقر المحافظة في الوادي، وهو الوادي الواصل إلى جينتشونغ في الجنوب من شانسي، وقد تمتعت المنطقة بموقع استراتيجي ممتاز واستخدمها القادة العسكريين كساحة لمعاركهم في العصور القديمة.

## المناخ
تتمتع محافظة لين شي بمناخ قاري معتدل دافئ، حيث يبلغ متوسط درجة الحرارة السنوية حوالي 10 درجات مئوية، وسالب 6 درجات مئوية في يناير ، و 24 درجة مئوية في يوليو، وهطول الأمطار سنويًا بمعدل 650 ملم، تتراوح فترة السقيع من أواخر سبتمبر إلى منتصف أبريل من العام التالي، وتبلغ فترة الصقيع 140 يومًا

## الموارد الطبيعية
المقاطعة غنية بالموارد المعدنية الجوفية، وتشمل المعادن المؤكدة الفحم والحديد والجبس والبيريت والنحاس والموليبدينوم والتيتانيوم والفاناديوم والتنغستن والأتربة النادرة و 32 نوعًا آخر من المعادن النادرة وغير المعدنية. من بينها، يحتوي الفحم والجبس والبيريت على احتياطيات وفيرة ونوعية جيدة. تبلغ مساحة المقاطعة الحاملة للفحم 860 كيلومترًا مربعًا، وتمثل نسبة 71.3٪ من إجمالي مساحة المحافظة، وتبلغ احتياطياتها الجيولوجية 9.1 مليار طن.

## الاقتصاد
في عام 2018 ، بلغ الناتج المحلي الإجمالي للمنطقة 24.74 مليار يوان ، لتحتل المرتبة الثانية في المقاطعة؛ وبلغت القيمة المضافة الصناعية فوق الحجم المحدد 14.18 مليار يوان، لتحتل المرتبة الأولى في المقاطعة ؛ بلغ مستوى الاستثمار في الأصول الثابتة قرابة 7.37 مليار يوان، لتحتل بذلك المرتبة الثانية في المقاطعة؛ وبلغ إجمالي مبيعات التجزئة للسلع الاستهلاكية 8.16 مليار يوان، لتحتل المرتبة الثالثة في المقاطعة؛ وبلغ نصيب الفرد من الدخل المتاح لسكان الحضر والريف 37665 يوان و 17400 يوان على التوالي.